# 麦福
麦福（1498年—1552年），字天锡，别号升庵，广州府三水县（今南边镇涡边村）人，嘉靖時御马监掌印太监、尚衣监掌印太监、司礼监掌印太监兼东厂提督太监。

## 生平
弘治十一年（1498年），出生。
正德十二年（1517年），供事清宁宫。
正德十三年（1518年），入乾清宫近侍。
嘉靖元年（1522年），升御马监左监丞，改御用监佥押管事、左少监。
嘉靖三年（1524年），升御用监太监，赐禁中乘马，改御马监，督务勇士营和四卫营。
嘉靖五年（1526年），提督上林苑海子。
嘉靖七年（1528年），升御马监掌印太监，提督勇士营和四卫营禁兵。
嘉靖八年（1529年），提督十二团营兵马，掌乾清宫事。
嘉靖九年（1530年），掌上林苑海子关防。
嘉靖十一年（1532年），提督礼仪房和浣衣局，提督尚衣监西直房。
嘉靖十三年（1534年），总提督内西教场操练并都知监。
嘉靖十六年（1537年），总督东厂。
嘉靖十七年（1538年），兼尚衣监掌印太监。
嘉靖十八年（1539年），上南巡，奉命留守京师，赐符验关防。
嘉靖二十四年（1545年），入司礼监。
嘉靖二十五年（1546年），提督先蚕坛，掌理祭礼及诸礼仪。
嘉靖二十七年（1548年），再督东厂。
嘉靖二十八年（1549年），兼司礼监掌印太监
嘉靖三十一年（1552年），去世，内阁大学士徐阶为他撰写墓志。

## 亲属
- 麦保旺（曾祖）
- 麦宁（祖）
- 麦常禄（父）
- 麦祥（弟）

## 墓志铭
司礼监太监掌监事兼督东厂麦公福墓志（徐阶 撰）
嘉靖壬子十二月二十九日，司礼监太监掌监事、总督东厂升庵麦公卒。上闻，赐钞三万贯、祭三坛，命有司给葬具，建享堂、碑亭，所以恤之甚厚。盖公事上久，敬慎之节，终始一致。故其卒也，上特悼之云。
公讳福，字天锡，升庵其号。广之三水人。曾祖讳保旺，祖讳宁，父讳常禄，俱以公弟祥贵赠特进荣禄大夫、后军都督府右都督，妣皆夫人。公幼入内庭。正德丁丑，以选供事清宁宫。戊寅，改乾清宫近侍。
嘉靖壬午，迁御马监左监丞，改御用监佥押管事，寻陞左少监。甲申，陞太监，赐乘马禁中，改御马监，监督勇士四卫营务。丙戌，奉命提督上林苑海子。丁亥，奉命随朝请，晋乾清宫牌子。戊子，掌御马监印，提督勇士四卫营禁兵。己丑，提督十二团营兵马，掌乾清宫事。庚寅，掌上林苑海子关防。壬辰，提督礼仪房并浣衣局，提督尚衣监西直房。甲午，总提督内西教场操练并都知监，带刀。丁酉，总督东厂。戊戌，兼管尚衣监印。己亥，上南巡，奉命留守京师，赐符验关防。乙巳，迁司礼监。丙午，提督先蚕坛，掌理祭礼及诸礼仪。戊申，复总督东厂，镇静不扰缙绅谓贤。巳酉，掌司礼监印。国制，凡旨下诸司司礼，名为秉笔，而掌印者尤重，诸监局莫敢望焉。然每遇东厂奏事，则皆趋避，故东厂尤名有事权。累朝以来，未有兼其任者，兼之自公始。自受命至于卒，凡四阅岁。
呜呼！其可谓贵且久矣！公前后赐飞鱼、斗牛、蟒衣、大红坐龙衣者各三；赐玉带、闹妆带者各一；赐禄米自十二石至三十六石，合之以石计者三百七十三。又尝特赐银记，其文曰“公勤端慎”赐御书曰“克尽忠谨”、“小心匪懈”、“恭慎如一”。盖见褒美于上者如此，又累朝诸中贵所未有也。公之在东厂，茂著劳绩。诏荫弟祥为后军都督府右都督，侄忠等为锦衣卫指挥千百户者若干人。厂内有隙地，公建堂，祀先师孔子及四配、十哲、七十二贤于其中。太监徐公秀故于公有恩，及卒，公为营葬，建玄觉寺祀之。又建楼兜桥，开磨石口等处，山路行者称便。是可以识公心之所存矣！